# Les Hauts-de-Chée
Hauts-de-Chée – miejscowość i gmina we Francji, w regionie Grand Est, w departamencie Moza.
Według danych na rok 1990 gminę zamieszkiwały 802 osoby, a gęstość zaludnienia wynosiła 16 osób/km² (wśród 2335 gmin Lotaryngii Hauts-de-Chée plasuje się na 438. miejscu pod względem liczby ludności, natomiast pod względem powierzchni na miejscu 10.).